# Nuoto ai Giochi della XVIII Olimpiade - 400 metri misti maschili
La competizione dei 400 metri misti maschili di nuoto ai Giochi della XVIII Olimpiade si è svolta nei giorni 12 e 14 ottobre 1964 allo Yoyogi National Gymnasium di Tokyo.

## Programma
| Data            | Round      | Note                           |
| --------------- | ---------- | ------------------------------ |
| 12 ottobre 1964 | 4 Batterie | I migliori 8 tempi alla finale |
| 14 ottobre 1964 | Finale     |                                |

## Risultati

### Batterie
| Pos. | Atleta          | Nazione     | Tempo  | Posizione finale |
| ---- | --------------- | ----------- | ------ | ---------------- |
| 1    | Carl Robie      | Stati Uniti | 4'52"0 | 1                |
| 2    | Ralph Hutton    | Canada      | 5'06"2 | 11               |
| 3    | John Oravainen  | Australia   | 5'07"0 | 12               |
| 4    | Stefan Weinrich | Germania    | 5'07"8 | 13               |
| 5    | Celestino Pérez | Porto Rico  | 5'10"9 | 18               |
| 6    | Veljko Rogošić  | Jugoslavia  | 5'11"0 | 19               |
| 7    | Gershon Shefa   | Israele     | 5'11"2 | 20               |

| Pos. | Atleta          | Nazione     | Tempo  | Posizione finale |
| ---- | --------------- | ----------- | ------ | ---------------- |
| 1    | Sandy Gilchrist | Canada      | 4'58"3 | 3                |
| 2    | Richard Roth    | Stati Uniti | 5'01"3 | 4                |
| 3    | Terry Buck      | Australia   | 5'02"5 | 6                |
| 4    | Elliot Chenaux  | Porto Rico  | 5'11"3 | 21               |
| 5    | Juan Fortuny    | Spagna      | 5'18"2 | 24               |
| 6    | Juan Alanís     | Messico     | 5'18"6 | 25               |
| 7    | António Basto   | Portogallo  | 5'19"7 | 26               |
| 8    | Luis Paz        | Perù        | 5'39"5 | 29               |

| Pos. | Atleta              | Nazione                 | Tempo  | Posizione finale |
| ---- | ------------------- | ----------------------- | ------ | ---------------- |
| 1    | Roy Saari           | Stati Uniti             | 5'02"3 | 5                |
| 2    | György Kosztolánczy | Ungheria                | 5'03"8 | 7                |
| 3    | Jan Jiskoot         | Paesi Bassi             | 5'04"4 | 8                |
| 4    | Dieter Pfeifer      | Germania                | 5'05"2 | 9                |
| 5    | Ilkka Suvanto       | Finlandia               | 5'09"0 | 14               |
| 6    | Rafael Hernández    | Messico                 | 5'09"8 | 15               |
| 7    | Charles Fox         | Rhodesia Settentrionale | 5'38"2 | 28               |

| Pos. | Atleta             | Nazione    | Tempo  | Posizione finale |
| ---- | ------------------ | ---------- | ------ | ---------------- |
| 1    | Gerhard Hetz       | Germania   | 4'57"6 | 2                |
| 2    | Csaba Ali          | Ungheria   | 5'05"4 | 10               |
| 3    | Olle Ferm          | Svezia     | 5'10"5 | 16               |
| 4    | Alex Alexander     | Australia  | 5'10"8 | 17               |
| 5    | Gudmunður Gíslason | Islanda    | 5'15"5 | 22               |
| 6    | Hannu Vaahtoranta  | Finlandia  | 5'16"2 | 23               |
| 7    | Guillermo Davila   | Messico    | 5'27"1 | 27               |
| 8    | Narong Chok-Umnuay | Thailandia | 5'44"1 | 30               |

### Finale
| Pos.    | Atleta              | Nazione     | Tempo  |
| ------- | ------------------- | ----------- | ------ |
| Oro     | Richard Roth        | Stati Uniti | 4'45"4 |
| Argento | Roy Saari           | Stati Uniti | 4'47"1 |
| Bronzo  | Gerhard Hetz        | Germania    | 4'51"0 |
| 4       | Carl Robie          | Stati Uniti | 4'51"4 |
| 5       | Sandy Gilchrist     | Canada      | 4'57"6 |
| 6       | Jan Jiskoot         | Paesi Bassi | 5'01"9 |
| 7       | György Kosztolánczy | Ungheria    | 5'01"9 |
| 8       | Terry Buck          | Australia   | 5'03"0 |